# Dasineura lupini
Dasineura lupini är en tvåvingeart som först beskrevs av Ephraim Porter Felt 1916.  Dasineura lupini ingår i släktet Dasineura och familjen gallmyggor.
Artens utbredningsområde är Kalifornien. Inga underarter finns listade i Catalogue of Life.